# Discographie de Najoua Belyzel
Voici la liste des albums et des singles de la chanteuse pop française Najoua Belyzel.

## Albums

### Albums studios
| 2006 | Entre deux mondes... En équilibre - Sortie: 29 mai 2006 - Label: Scorpio Music, Sony Music Entertainment | 7   | 9  | 46 |
| 2009 | Au féminin - Sortie: 30 novembre 2009 - Label: Scorpio Music, Sony Music Entertainment                   | 66  | 90 | —  |
| 2019 | Rendez-vous... De la Lune au Soleil - Sortie: 15 mars 2019 - Label: Warrior Prod                         | 198 | —  | —  |
| 2020 | Laboratory - Sortie: 13 novembre 2020 - Label: paradize music                                            | 194 | —  | —  |
| 2021 | Éternelle - Sortie: 29 octobre 2021 - Label: paradize music                                              | —   | —  | —  |
| 2024 | Schizophonia - Sortie: Avril 2024 - Label: La Pocket Factory                                             |     |    |    |

## Singles
| Année | Single                                    | Classement des ventes | Classement des ventes | Classement des ventes | Classement des ventes | Classement des ventes | Classement des ventes | Album                               |
| Année | Single                                    | France,               | Belgique              | Suisse                | Québec                | Russie                | Allemagne             | Album                               |
| ----- | ----------------------------------------- | --------------------- | --------------------- | --------------------- | --------------------- | --------------------- | --------------------- | ----------------------------------- |
| 2002  | Tourne-toi Benoît (avec le groupe Benoît) | 16                    | —                     | —                     | —                     | —                     | —                     | Hors album                          |
| 2002  | Comme Casanova (avec le groupe Benoît)    | 79                    | —                     | —                     | —                     | —                     | —                     | Hors album                          |
| 2005  | Gabriel                                   | 3                     | 1                     | 20                    | 6                     | 8                     | 62                    | Entre deux mondes... En équilibre   |
| 2006  | Je ferme les yeux                         | 13                    | 21                    | 90                    | 6                     | 116                   | —                     | Entre deux mondes... En équilibre   |
| 2006  | Comme toi                                 | 16                    | 37                    | 92                    | —                     | 135                   | —                     | Entre deux mondes... En équilibre   |
| 2007  | Quand revient l'été                       | 10                    | 25                    | —                     | —                     | —                     | —                     | Au Féminin                          |
| 2009  | La bienvenue                              | 9                     | —                     | —                     | —                     | —                     | —                     | Au Féminin                          |
| 2009  | M (Hey hey hey)                           | 20                    | —                     | —                     | 16                    | —                     | —                     | Au Féminin                          |
| 2010  | Ma Sainte-Nitouche                        | —                     | —                     | —                     | —                     | —                     | —                     | Au Féminin                          |
| 2014  | Rendez-vous                               | —                     | —                     | —                     | —                     | —                     | —                     | Rendez-vous... De la Lune au Soleil |
| 2014  | Que Sont-Ils Devenus ?                    | —                     | —                     | —                     | —                     | —                     | —                     | Hors album                          |
| 2015  | Luna                                      | —                     | —                     | —                     | —                     | —                     | —                     | Rendez-vous... De la Lune au Soleil |
| 2018  | Cheveux aux vents                         | —                     | —                     | —                     | —                     | —                     | —                     | Rendez-vous... De la Lune au Soleil |
| 2019  | Tu me laisses aller                       | —                     | —                     | —                     | —                     | —                     | —                     | Rendez-vous... De la Lune au Soleil |
| 2019  | Curiosa                                   | —                     | —                     | —                     | —                     | —                     | —                     | Rendez-vous... De la Lune au Soleil |
| 2020  | Le con qui s'adore (feat. Bel)            | —                     | —                     | —                     | —                     | —                     | —                     | Rendez-vous... De la Lune au Soleil |
| 2023  | Ton Guerrier Massaï                       |                       |                       |                       |                       |                       |                       | Schizophonia                        |

## DVD
- 2017 : Concert Au Pan Piper[11]
- 2021 : Unplugged